# Stig Vendelkærs Forlag
Stig Vendelkærs Forlag var et dansk bogforlag, der især udgav en lang række bøger i 1950'erne og 1960'erne. Forlaget blev grundlagt af Stig Vendelkær.
Forlaget tjente penge på bestsellerbøger i den lettere genre, ofte kriminalromaner eller erotisk skønlitteratur, og udgav også Slang om sex (1965). Indtægterne fra disse blev så anvendt på oversættelser af seriøse udenlandske hovedværker, bl.a. Ejnar Thomassens oversættelser af Fjodor Dostojevskij.